# Amietia hymenopus
Espèce
Statut de conservation UICN

 NT  : Quasi menacé
Synonymes
- Rana hymenopus Boulenger, 1920
- Strongylopus hymenopus (Boulenger, 1920)
- Phrynobatrachus lawrencei FitzSimons, 1947
- Rana draconensis FitzSimons, 1948

Amietia hymenopus est une espèce d'amphibiens de la famille des Pyxicephalidae.

## Répartition et habitat
Cette espèce se rencontre au KwaZulu-Natal en Afrique du Sud et dans le nord-est du Lesotho. Elle vit dans les prairies entre 1 800 et 3 000 m d'altitude.

## Taxinomie
Cette espèce a été relevée de sa synonymie avec Amietia fuscigula par Clarke et Poynton en 2012 où il avait été placé par Tarrant, Cunningham et Du Preez en 2008.

## Publication originale
- Boulenger, 1920 : Descriptions of three new frogs in the collection of the British Museum. Annals and Magazine of Natural History, sér. 9, vol. 6, p. 106-108 (texte intégral).